# 北新寺町
北新寺町（きたしんてらまち）は、青森県弘前市の地名。郵便番号は036-8213。2017年6月1日現在の人口は64人、世帯数は34世帯。

## 地理
寺沢川沿いに位置する町。町域の北部から東部にかけて南塘町、南部から西部にかけて新寺町に囲まれる。

## 歴史
- 宝暦6年 - 白狐寺門前として町屋12軒と武家屋敷が1軒（本町支配町屋鋪改大帳）。
- 文化4年 - 稲荷神社の西に大矢場がある（町割帳）。
- 1870年（明治3年） - 依然として白狐寺門前として武家屋敷が12軒あるが、まだ町名は北新寺町とはなっていない（弘前図）。その後、神仏分離により白狐寺は廃寺。仏体は新寺町の貞昌院に移される。

### 沿革
- 江戸期 - 新寺町の一部に含まれる。
- 明治初年～ - 弘前市を冠称。
- 1889年（明治22年） - 弘前市に所属。

### 地名の由来
新寺町の北に位置することから。

## 施設

### 公共
- 新寺町稲荷神社
- 弘前市新寺町児童館

## 小・中学校の学区
市立小・中学校に通う場合、学区は以下の通りとなる。
| 大字     | 番地 | 小学校               | 中学校             |
| -------- | ---- | -------------------- | ------------------ |
| 北新寺町 | 全域 | 弘前市立桔梗野小学校 | 弘前市立第四中学校 |

## 交通
- 弘南バス

弘前高校前（弘前駅 - 金属団地・桜ヶ丘線、他）停留所。